# Misau
Misau è una città della Repubblica Federale della Nigeria appartenente allo Stato di Bauchi. 
È il capoluogo dell'omonima area a governo locale (local government area) che si estende su una superficie di 1.226 km² e conta una popolazione di 263.487 abitanti.